# Olivia Langdon Clemens
Olivia Langdon Clemens (Elmira, 27 de noviembre de 1845 - Florencia, 5 de junio de 1904) fue una dama estadounidense, editora de su esposo, el autor Samuel Langhorne Clemens, más conocido como Mark Twain, y defensora de los derechos de las mujeres.

## Biografía
Nació en 1845 en Nueva York, hija de Olivia Lewis y Jervis Langdon, un rico empresario del carbón. La casa de su infancia desde 1847 hasta 1862 fue el edificio que se encontraba en lo que ahora es 413 Lake Street. La familia era religiosa, reformista y abolicionista. Olivia, a la que llamaban Livy, fue educada mediante una combinación de tutoría en el hogar y clases en el Seminario Femenino de Thurston y el Colegio Femenino Elmira. Su salud no era buena. Estuvo inválida durante parte de su adolescencia (unos seis años) y sufría de lo que probablemente era mielitis tuberculosa o enfermedad de Pott. Tuvo problemas de salud durante toda su vida.
Langdon conoció a Samuel Clemens en diciembre de 1867, a través de su hermano Charles. En su primera cita asistieron a una lectura de Charles Dickens, en la ciudad de Nueva York. Clemens la cortejó a lo largo de 1868, principalmente por carta. Ella rechazó su primera propuesta de matrimonio, pero se comprometieron dos meses después, en noviembre de 1868. El compromiso se anunció en febrero de 1869 y, en febrero de 1870, se casaron. La boda fue en Elmira y la ceremonia estuvo a cargo de los ministros congregacionales Joseph Twichell y Thomas K. Beecher. : 321 

## La vida después de la boda
Se mudaron a Buffalo, Nueva York, donde vivían en una casa que les compró el padre de Olivia, Jervis Langdon. Tuvieron una vida difícil al principio. Jervis murió de cáncer en agosto, seguido un mes después por la amiga de Olivia, Emma Nye, quien murió en la casa de los Clemens. Su primer hijo, Langdon Clemens, nació en noviembre pero fue prematuro. Olivia contrajo fiebre tifoidea y se puso muy enferma. Luego, la familia se mudó a Elmira, para que la familia de Olivia pudiera cuidar de ella y de Langdon.
En 1871, la familia se mudó nuevamente a Hartford, Connecticut. Alquilaron una casa grande en el barrio de Nook Farm y rápidamente se convirtieron en miembros importantes de la escena social y literaria local. Vivían holgadamente gracias a las ganancias de Samuel Clemens con sus libros y conferencias, y la herencia de Olivia. En 1874, se mudaron a una casa singular, que se convertiría en la casa de Mark Twain, que construyeron en un terreno que compraron. Vivieron allí hasta 1891.
Langdon, su hijo, murió en 1872, un año y medio después de su nacimiento. Luego nacieron tres hijas: Olivia Susan (llamada Susy, y preferida de Samuel) en 1872, Clara en 1874 y Jean (llamada Jane) en 1880. : 652 

Una estatua de la Sra. Clemens se erigió en el campus de Elmira College, un regalo de la promoción de 2008.

La familia se fue a Europa en 1891 y vivió allí durante cuatro años. Esto se debió principalmente a necesidades financieras: las inversiones de Samuel en una editorial y en el Paige Compositor (invento para formatear textos) les hicieron perder dinero, y los gastos de la familia eran altos. Cerraron permanentemente la casa de Hartford y pasaron cuatro años en varios alojamientos temporales. En 1894, Samuel se vio obligado a declararse en quiebra. A Olivia se le otorgó el estatus de 'acreedora preferente' y todos los derechos de autor de Samuel le fueron asignados a ella. Estas medidas salvaron el futuro económico de la familia.
Olivia ayudó a su esposo a editar sus libros, artículos y conferencias. Ella era una "editora fiel, juiciosa y minuciosa", escribió Clemens. Esta era una de las cosas que Livy tenía en su lista de cosas por hacer, y se enorgullecía de ayudar a su esposo a editar estas obras. Sin embargo, también le criticaba a veces. Continuó ayudando a su esposo a editar obras hasta unos meses antes de su muerte. : 359 
Olivia también fue defensora de los derechos de las mujeres y se rodeó de mujeres influyentes, como Julia Beecher e Isabella Beecher Hooker.
En 1895 y 1896, Olivia y su hija Clara acompañaron a Samuel en su gira de conferencias alrededor del mundo, que él emprendió para saldar sus deudas. Al año siguiente, su hija Susy, que se había quedado en casa en Estados Unidos, murió de meningitis espinal a los 24 años, lo que supuso un golpe devastador para Olivia. La familia vivió en Suiza, Austria e Inglaterra hasta 1902. Otros lugares donde vivieron los Clemens fueron Suecia, Alemania, Francia e Italia. Luego regresaron a los Estados Unidos, vivieron en Riverdale, Nueva York, y acordaron mudarse a una casa en Tarrytown, Nueva York. La salud de Olivia fue empeorando y, aconsejada de que se mantuviera alejada de su marido para no sobreexcitarse, pasó meses sin verlo. Sin embargo, Twain rompía con frecuencia la regla y la veía en secreto para intercambiar cartas de amor y besos. A finales de 1903, el consejo de los médicos llevó a la familia Clemens a trasladarse a Italia por el clima cálido, residiendo en una villa en las afueras de Florencia.

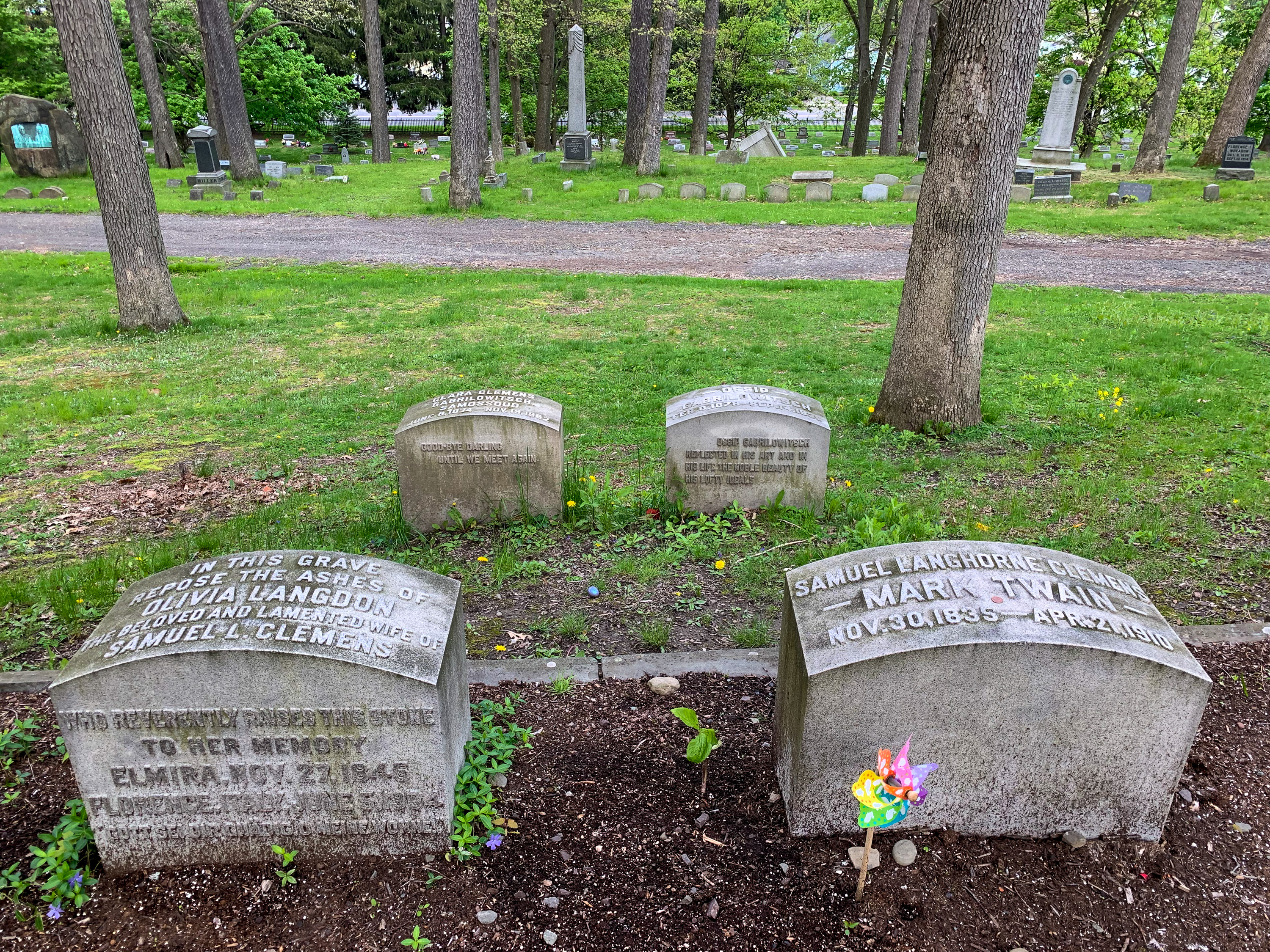
Tumbas de Olivia Langdon Clemens y Mark Twain

Olivia murió en Italia de una insuficiencia cardíaca en junio de 1904. Fue incinerada y sus cenizas se enterraron en el cementerio Woodlawn en Elmira. Twain, devastado por su muerte, murió en 1910; está enterrado junto a ella.

## Legado
- Olivia Clemens fue una de los fundadoras de la Hartford Art School, que más tarde se convirtió en parte de la Universidad de Hartford.
- Una estatua de bronce de Clemens se encuentra en el campus de Elmira College. La estatua de 600 libras, de Gary Weisman de Newfield, Nueva York, fue un regalo de la promoción de 2008.[5]